# Convoi Z3 du 19 avril 1944
Le convoi Z3 du 19 avril 1944 est l'un des convois de la déportation des Juifs et des Tziganes de Belgique. Il ne comporta que 14 déportés possiblement Tziganes de confession juive hongrois, qui furent déportés vers Bergen-Belsen. 